# Mount Baker
Mount Baker is een 3.286 meter hoge stratovulkaan, gelegen in Whatcom County in de Amerikaanse staat Washington. Het is de berg met de grootste hoeveelheid sneeuwval van de Cascade Range. In 1999 werd er een officieus wereldrecord gevestigd, nadat er in één seizoen 2855 cm sneeuw was gevallen.
De berg en het omliggende gebied is populair bij bergbeklimmers, wandelaars, skiërs en langlaufers. In de omgeving bevinden zich meerdere vulkanen, waaronder Mount Rainier en Mount Saint Helens.